# David Lee Smith
David Lee Smith (ur. 8 września 1963 w Birmingham) – amerykański aktor telewizyjny i filmowy.

## Życiorys

### Wczesne lata
Urodził się i dorastał w Birmingham, gdzie ukończył miejscowe liceum Banks High School. Poszedł na studia na University of Alabama, później uzyskał stopień magistra sztuk pięknych z Southern Methodist University.

### Kariera
Po występie w operach mydlanych – As the World Turns (1992) jako Tony Loomis, Wszystkie moje dzieci (1993) jako John Youngblood i Tylko jedno życie (1994) jako Brent Sutton – wystąpił w telewizyjnym melodramacie CBS Moc uścisków (XXX’s & OOO’s, 1994) z udziałem Andrei Parker, Brada Johnsona, Paula Grossa, Jima Varneya i Johna Allena Nelsona. Potem grał kinowe trzecioplanowe role, m.in. w thrillerze psychologicznym Davida Finchera Podziemny krąg (Fight Club, 1999) u boku Brada Pitta, Edwarda Nortona i Helena Bonham Carter oraz komedii Callie Khouri Boskie sekrety siostrzanego stowarzyszenia Ya-Ya (Divine Secrets of the Ya-Ya Sisterhood, 2002) z Sandrą Bullock, Ellen Burstyn, Fionnulą Flanagan, Maggie Smith i Ashley Judd.
W melodramacie Adama Shankmana Szkoła uczuć (A Walk to Remember, 2002) zwrócił na siebie uwagę jako dr Carter. Stał się najbardziej rozpoznawalny jako sierżant IAB Rick Stetler w serialu CBS CSI: Kryminalne zagadki Miami (CSI: Miami, 2003–2010).

## Filmografia

### Filmy fabularne
- 1994: Moc uścisków (XXX’s & OOO’s)
- 1999: Podziemny krąg (Fight Club) jako Walter
- 2002: Boskie sekrety siostrzanego stowarzyszenia Ya-Ya (Divine Secrets of the Ya-Ya Sisterhood) jako młody James Walker
- 2002: Szkoła uczuć (A Walk to Remember) jako dr Carter
- 2004: Zły dotyk (Mysterious Skin) jako Alfred
- 2005: Nie zapomnisz mnie (Gone But Not Forgotten, TV) jako Rick Tannenbaum
- 2005: The Big Empty (film krótkometrażowy) jako Major
- 2007: Zodiak (Zodiac) jako ojciec
- 2007: Człowiek z Ziemi (The Man from Earth) jako John Oldman
- 2009: Punkt widzenia (A View From Here/Mending Fences, TV) jako Walt Mitchell
- 2010: Janie Jones jako Dickerson
- 2013: Crimson Winter jako król Aldric
- 2014: Whispering Pines jako Frank
- 2015: Acaso (film krótkometrażowy) jako kierowca
- 2016: Sick People jako Andy
- 2017: The Man from Earth: Holocene jako John Oldman
- 2018: Powrót z zaświatów jako Kirby
- 2019: A Walk with Grace jako Nate
- 2020: Mank jako zwolennik Sinclaira
- 2021: Landfill jako Robert Everie

### Seriale TV
- 1992: As the World Turns jako Tony Loomis
- 1992: Dangerous Curves jako dr Stephen Bretts
- 1993: Wszystkie moje dzieci jako John Youngblood
- 1994: Tylko jedno życie jako Brent Sutton
- 1996: Savannah jako Vincent Massick
- 1996: Jedwabne pończoszki jako Ken Baines
- 1996: A teraz Susan jako Dirk
- 1996-97: Niebieski Pacyfik jako agent Timothy Stone
- 1997: Star Trek: Voyager jako Zahir
- 1997: Naga prawda (The Naked Truth) jako Mark
- 1998: Dharma i Greg jako Sid
- 1998: Ja się zastrzelę jako Steve McPherson
- 1998: Droga do sławy (Fame L.A) jako Nick
- 1998: JAG jako komandor 'Karma' Rice
- 1999: Powrót do Providence jako Paul Rutigliata
- 1999: Jack i Jill jako Michael Preston
- 2000: V.I.P. jako Cole Calloway
- 2001: Tajne przez poufne (Cover Me: Based on the True Life of an FBI Family) jako Jimmy Caccone
- 2001: JAG jako major Miles Holmes
- 2002: CSI: Kryminalne zagadki Las Vegas jako Cody Lewis
- 2002: Babski oddział (The Division)
- 2003–2010: CSI: Kryminalne zagadki Miami jako sierżant IAB Rick Stetler
- 2004: Like Family jako Roger, ojciec Keitha
- 2004: Tajniacy (The Handler) jako Bill Karme
- 2004: CSI: Kryminalne zagadki Las Vegas jako Cody Lewis
- 2009: Dollhouse jako Clay Corman